# Serica yui
Serica yui är en skalbaggsart som beskrevs av Kobayashi 1993. Serica yui ingår i släktet Serica och familjen Melolonthidae. Inga underarter finns listade i Catalogue of Life.